# Acerophagus pallidus
Acerophagus pallidus is een vliesvleugelig insect uit de familie Encyrtidae. De wetenschappelijke naam is voor het eerst geldig gepubliceerd in 1918 door Timberlake.